# Patu vitiensis
Espèce
Patu vitiensis est une espèce d'araignées aranéomorphes de la famille des Symphytognathidae.

## Distribution
Cette espèce est endémique de Viti Levu aux Fidji,.

## Description
Le mâle décrit par Forster en 1951 mesure 0,76 mm et la femelle 1,20 mm.

## Étymologie
Son nom d'espèce, composé de viti et du suffixe latin -ensis, « qui vit dans, qui habite », lui a été donné en référence au lieu de sa découverte, Viti Levu.

## Publication originale
- Marples, 1951 : Pacific symphytognathid spiders. Pacific science, vol. 5, p. 47-51 (texte intégral).